# Карлос Пріо Сокаррас
Карлос Пріо Сокаррас (ісп. Carlos Prío Socarrás; 14 липня 1903 — 5 квітня 1977) — кубинський політик, п'ятий прем'єр-міністр, одинадцятий президент Куби.

## Кар'єра
1940 року був обраний сенатором від провінції Пінар-дель-Ріо. Очолював міністерства громадських робіт та праці, а також очолював уряд за президентства Рамона Грау. 1 липня 1948 року Пріо виборов перемогу на президентських виборах і в жовтні того ж року зайняв пост голови держави.
Мав прогресивні погляди, підтримував свободу слова й думки. До заслуг його адміністрації відносять створення Національного банку та Трибуналу. Разом з тим внутрішньополітична боротьба та корупція серед чиновників призвели до того, що кабінет Пріо все частіше сприймався в суспільстві як неефективний, та його почали асоціювати з адміністрацією Грау.
1952 року відбувся військовий переворот на чолі з Фульхенсіо Батистою. 10 березня сили останнього захопили військові частини та поліцейські дільниці по всій країні. Пріо Сокаррас, який був нездатний протистояти Батисті, був змушений залишити країну та виїхати до Сполучених Штатів.
У Флориді він з родиною прожив до 1977 року. 5 квітня 1977 він покінчив життя самогубством.